# Felpéc, Győr-Moson-Sopron
Felpéc  este un sat în districtul Tét, județul Győr-Moson-Sopron, Ungaria, având o populație de 863 de locuitori (2011). 

## Demografie
Componența etnică a satului Felpéc
     Maghiari (98,42%)
     Germani (1,58%)
Componența confesională a satului Felpéc
     Romano-catolici (38,12%)
     Luterani (31,63%)
     Fără religie (6,03%)
     Reformați (2,55%)
     Necunoscută (21,32%)
     Atei (0,35%)
     Alte religii (0,46%)
Conform recensământului din 2011, satul Felpéc avea 863 de locuitori. Din punct de vedere etnic, majoritatea locuitorilor (98,42%) erau maghiari, cu o minoritate de germani (1,58%). Nu există o religie majoritară, locuitorii fiind romano-catolici (38,12%), luterani (31,63%), persoane fără religie (6,03%) și reformați (2,55%). Pentru 21,32% din locuitori nu este cunoscută apartenența confesională.